# 張九思 (元)
張 九思（ちょう きゅうし、1242年 - 1302年）は、モンゴル帝国に仕えた漢人の一人。字は子有。大興府宛平県の出身。

## 概要
張九思は薊州節度使を務めた張滋の息子で、1265年（至元2年）より宿衛（ケシクテイ）に入った後、皇太子チンキムに見出されて重用されるようになった。南宋が平定された後、その資産の多くはチンキムに分配されたが、張九思が都総管府事・工部尚書としてこれを管理した。また、1270年（至元7年）ころには朝廷の有力者である劉秉忠の娘を娶っており、劉秉忠の人脈から1275年（至元12年）から1282年（至元19年）にかけて行われた大慶寿寺の改修に関わっている。
1282年（至元19年）春、皇太子チンキムがクビライとともに北方に巡幸すると、大都に残留した丞相のアフマド・ファナーカティーに暗殺計画が行われることとなった。暗殺の実行犯である「妖僧」高和尚と千戸の王著らは3月17日夜、皇太子とその配下と偽って健徳門から都城に入った。この時、宮中にいた高觿と張九思は偽皇太子一行の言動に不審を抱き追いかけたものの、一足遅く丞相のアフマドと左丞の郝禎は偽皇太子一行に殺害されてしまっていた。事件が勃発したのはまだ暗い時間帯で、衛士たちは混乱していたが、張九思は高觿とともに「この者たちは賊である」と叫んで衛士を指揮し、実行犯の王著らは捕らえられたという。もっとも、『元史』張九思伝や高觿伝に基づく暗殺事件の流れは不審な点が多く、皇太子チンキムが事件の背後にいたことが意図的に隠蔽されているのではないかと考えられている。また、事件後に罪に連座する所であった張易を張九思が弁護しているが、これも皇太子の介入を隠蔽するためのものであったと指摘されている。
1285年（至元22年）にチンキムが急死すると、詹事院の廃止が検討されたが、張九思の説得によって廃止を免れたという。
1293年（至元30年）には中書左丞・兼詹事丞の地位を拝命したが、1294年（至元31年）にはクビライ・カアン死去した。新たに即位したオルジェイトゥ・カアン（成宗テムル）の政権において詹事院は徽政院に改められ、張九思は徽政副使とされた。また同年11月には資徳大夫・中書右丞の地位に進み、『世祖実録』・『裕宗実録』の編纂に携わるようになった。『世祖実録』は 1295年（元貞元年）6月に完成し、現在伝わる『元史』世祖本紀は『世祖実録』に基づくものである。『元史』世祖本紀においてアフマドに関する記録が意図的に限定されていること、アフマド暗殺事件に関する皇太子一派の関与が隠蔽されていることなどは、張九思の編纂方針が影響していると考えられている。
1298年（大徳2年）には栄禄大夫・中書平章政事の地位を拝命し、1301年（大徳5年）には大司徒の地位を加えられ、1302年（大徳6年）には光禄大夫の地位に進んだが、この年に61歳にして死去した。金界奴という息子がおり、光禄大夫・河南省右丞の地位に至っている。
張九思は大都の城南に「遂初亭（遂初堂）」という建物を有しており、これは施仁門の北、崇恩福元寺西門西街北に位置していたという。 張九思は当代の著名な文人をしばしば遂初亭に招いており、虞集が「花竹水石の景勝は京師第一（甲）である」と評するなど、大都城内でも屈指の名園として知られていた。